# بوبر تیره
بوبر تیره یا بوبر سامبر (نام علمی: Andropadus importunus) نام یک گونه از تیره خرمابلبلان است.